# Dasypogon rufescens
Dasypogon rufescens är en tvåvingeart som först beskrevs av Macquart 1834.  Dasypogon rufescens ingår i släktet Dasypogon och familjen rovflugor.
Artens utbredningsområde är Pennsylvania. Inga underarter finns listade i Catalogue of Life.